# 银扇草
银扇草（学名：Lunaria annua）是十字花科银扇草属的一种植物，因其果实形状酷似银色蒲扇而得名。原产于欧亚大陆，主要分布在阿尔巴尼亚和塞尔维亚。

## 形态特征
银扇草的植株高度一般在60至100厘米之间。其叶片呈椭圆形，表面覆盖绒毛，叶缘呈粗糙的锯齿状。银扇草的花冠为十字形，颜色多为紫红色或白色，可作为干花和切花使用。授粉后，银扇草的子房会快速膨大，形成扁平圆形的角果。角果的颜色从绿色逐渐转变为茶褐色，完全成熟后呈现银色。

## 用途
银扇草的种子富含神经酸]，这种成分在维持大脑功能方面具有重要作用。